# درروبون
درروبون (به انگلیسی: Derrubone) با فرمول شیمیایی C۲۱H۱۸O۶ یک ترکیب شیمیایی است. که جرم مولی آن ۳۶۲٫۵۰ g/mol می‌باشد. 